# Національний ботанічний сад Латвії
Національний ботанічний сад Латвії (латис. Nacionālais botāniskais dārzs) — ботанічний сад в Саласпілсі. Це один з найбільших ботанічних садів у Балтійських країнах.

## Історія
Нинішня установа була заснована в 1956 році, але її історію можна простежити до 1836 року, коли Христіан Вільгельм Шох заснував комерційний розплідник рослин, який пізніше переїхав у Саласпілс. До Другої світової війни ця установа була найбільшим розплідником рослин у країнах Балтії. У 1944 році розплідник був перетворений на державний експериментальний сад, а в 1956 році став ботанічним садом Академії наук Латвії. З моменту відновлення незалежності Латвії в 1992 році сад став Національним ботанічним садом Латвії. 

## Опис
Національний ботанічний сад Латвії має основні завдання: «дослідження ботаніки та декоративного садівництва, колекції рослин, впровадження рослин, дослідження генетики та селекції, інформування та популяризація результатів досліджень».  Сад є найбільшим ботанічним садом у країнах Балтії і охоплює територію майже 130 га. У ньому 14 000 рослин (таксонів), включає більше 5000 дерев і близько 1400 тепличних рослин.  Окрім наукового призначення, Національний ботанічний сад також є популярним місцем для відпочинку. 